# Kecskeméti Televízió
A Kecskeméti Televízió (vagy Kecskeméti TV, KTV) Kecskemét és környéke helyi televíziója.

## Története
A városi TV-adás 1984-ben a Széchenyiváros kábelhálózat kialakításakor merült fel először. A Kecskeméti Televízió 1985-ben kezdte meg rendszeres TV-adás sugárzását a művelődési központban kialakított stúdióból.
A Kecskemét Város Tanácsa által alapított városi televízió az első időkben három fő közalkalmazott munkatárs közreműködésével havonta egy órában számolt be a kecskeméti eseményekről. A kezdeti időszak a szakemberhiány, valamint a műszaki eszközök beszerzésének nehézségei miatt problémákkal volt teli. 1987 tavaszán az alapító tagok mellé plusz négy státuszt kapott az intézmény. Így még ez év szeptember 1-jétől a Televízió áttért a heti jelentkezésre.
1988-tól gazdaságilag önálló intézménnyé vált. Ekkor hetente egy nap 1–1,5 órás műsorral jelentkezett. 11 főállású dolgozó mellett mintegy 20 külső munkatárs vett részt a műsorkészítésben. Rendszeresen készítettek tudósításokat, riportokat a Magyar Televízió (MTV) Szegedi Körzeti Stúdiója, a TV Híradó, az ABLAK és az MTV más osztályai számára is.
1988-tól már saját adóállomásukkal sugároztak adást. 1993-ban az UHF—31-es csatornán 150 wattal működő berendezés 30 kilométeres körben 16 település 250 ezer nézőjéhez továbbították napi 24 órában a műsort, valamint digitális teletextszolgáltatást. 1996-ban a KTV költségvetési intézményként működött, szakmai felügyeletét a közgyűlés kulturális bizottsága látta el, 23 főállású dolgozója közalkalmazotti státust töltött be.
A Televízió életében fontos állomást jelentett, amikor a rendszerváltás után megszületett új médiatörvény szabályainak megfelelően pályázat útján 1999-ben megszerezte a műsorszolgáltatási jogosultságot. A műsorszolgáltatási szerződésben és a rádióengedélyben szabályozottak értelmében a Kecskeméti Televízió Kecskeméten és környékén az UHF 31-es csatornán sugározta műsorát a város legmagasabb épületén található adóberendezéssel. 2000-ben az Országos Rádió és Televízió Testület (ORTT) jóváhagyta a Hálózatos Televíziók Rt. és tizenkilenc helyi televízió, köztük a Kecskeméti Televízió, hálózatos együttműködésének jogi engedélyezését, amelynek eredményeként új országos televízió jött létre.
Internetes honlapja 2008-ban indult. 2010. január 1-jétől a csatorna nonprofit gazdasági társaságként folytatja tevékenységét, melynek keretében a közszolgálati jellegű műsorok készítése és a közhasznú feladatok ellátása a fő tevékenység.
2013. augusztus 06. napjától a csatorna áttért a digitális sugárzásra, melynek eredményeképpen sokkal jobb minőségben juttatja el adását az egyes műsorterjesztőkhöz és ezáltal nézőihez. Így közel 60.000 háztartásban látható a Televízió műsora, mely 100.000 potenciális nézőt jelent.
A Kecskeméti TV nézői minden hétköznap 19 órától láthatják a Kecskemét híreiről és információiról, a lakosságot foglalkoztató lokális problémákról szóló Hírös Hírek című hírműsort. A műsor 2014-ben a Helyi Televíziók Országos Egyesülete éves találkozóján Helyi Érték Díjat kapott. A KTV hírműsorai 2019-ben a Magyar Média Mecenatúra Program által nyújtott támogatásból készültek.
2019-ben a Kecskeméti Televízió Nonprofit Kft. a Nemzeti Média- és Hírközlési Hatóságnak kérelmet terjesztett elő digitális televízió műsorszóró adó üzemeltetésére Kecskemét vételkörzetében.

## Főbb műsorai
- ANNO
- Hírös Hírek - helyi hírműsor
- Híróra
- Hírös kecskemétiek
- KÉPÚJSÁG
- Kiemelő
- Közgyűlés
- Múzsa – kulturális magazin
- Női arcok
- Ökosarok
- Természetvédelem határok nélkül

## Vezetői
- Szombathy Zoltán, alapító főszerkesztő (1985–1993)
- Szabó Sándor, főszerkesztő (1993–2002)
- Bukovinszky Zsolt, főszerkesztő (2002–2007)
- Eckhardt Balázs (2007–)